# Liste de livres antiguerres
Il existe de nombreux livres antiguerres ou pacifistes, même dans la littérature jeunesse.

## Fictions
- Jean-Christophe - Romain Rolland, prix Nobel de la Paix
- Parabole – William Faulkner, 1954, sur la première guerre mondiale;
- À l'Ouest, rien de nouveau – Erich Maria Remarque
- The Americanization of Emily – William Bradford Huie
- Dis moi de vivre – Hilda Doolittle, roman, 1960
- Captain Jinks, Hero – Ernest Crosby, 1902
- Catch 22 – Joseph Heller
- Le Berceau du chat – Kurt Vonnegut roman de science fiction
- Celestial Matters – Richard Garfinkle roman de science fiction
- Compagnie K – William March, roman
- Dead Yesterday – Mary Agnes Hamilton roman, 1916
- L'Adieu aux armes – Ernest Hemingway
- Pour qui sonne le glas – Ernest Hemingway
- La Guerre éternelle – Joe Haldeman roman de science fiction
- Tant qu'il y aura des hommes – James Jones roman
- Generals Die in Bed – Charles Yale Harrison roman
- Les Aventures du brave soldat Švejk – Jaroslav Hašek roman
- Johnny s'en va-t-en guerre – Dalton Trumbo, roman, 1938
- Bas les armes ! – Bertha von Suttner, roman, 1889
- Lysistrata – Aristophane, comédie antique, 411 BCE
- Les Nus et les Morts – Norman Mailer roman
- Non-Combatants and Others – Rose Macaulay roman, 1916
- Not So Quiet: Stepdaughters of War – Evadne Price, roman, 1930
- Le Dernier Rivage – Nevil Shute, roman
- La Quête du Roi Arthur par T. H. White, 1958
- Régénération par Pat Barker
- La Conquête du courage – Stephen Crane roman, 1895
- Shabdangal – Malayalam roman, 1947
- Full Metal Jacket – Gustav Hasford, roman
- Abattoir 5 ou la Croisade des enfants – Kurt Vonnegut, roman de science-fiction
- La Ligne rouge (roman) – James Jones roman
- À propos de courage – Tim O'Brien, 1990
- Le Tambour – Günter Grass, roman
- Le train était à l'heure – roman de Heinrich Böll, 1949
- La Prière de la guerre – Mark Twain conte, c.1910
- Guerres – Timothy Findley roman, 1977
- La ciociara – Alberto Moravia roman, 1958
- Trois Soldats – John Dos Passos roman, 1921, sur la première guerre mondiale;
- Le Feu – Henri Barbusse roman, 1916
- Voyage à Faremido – Frigyes Karinthy, roman, 1916
- La Guerre des salamandres – Karel Čapek, roman, 1936
- We That Were Young – Irene Rathbone, roman, 1932
- Pourquoi sommes-nous au Vietnam? - Norman Mailer, roman, 1967
- Pourquoi ai-je été tué? – Rex Warner, roman, 1943.

## Livres issus de faits réels
- Addicted to War - Joel Andreas, 1991, 2002
- An American Ordeal:  The Antiwar Movement of the Vietnam Era – Charles DeBenedetti, 1990
- Armageddon or Calvary : The Conscientious Objectors of New Zealand and « the Process of Their Conversion », Henry Edmond Holland, 1919[1]
- Les Armées de la nuit – Norman Mailer, nouvelle, 1968
- Autobiographie ou mes expériences de vérité – Mohandas K. Gandhi, 1927
- The Bloody Traffic – Fenner Brockway, 1934
- Né un 4 juillet – Ron Kovic, autobiographie, 1976
- The Causes of World War Three – C. Wright Mills, 1958
- Choosing Peace:  A Handbook on War, Peace, and Your Conscience – Robert A. Seeley, 1994
- Le froid et les ténèbres: le monde après une guerre atomique – Paul R. Ehrlich, Carl Sagan et Donald Kennedy 1984
- Collateral Damage : America's War Against Iraqi Civilians – Chris Hedges, 2008.
- Pacifistes : Les Combattants de la paix au XXe siècle, - Farid Abdelouahab, La Martinière, 2013
- La Complainte de la paix – Desiderius Erasmus, 1517
- La Conduite des alliés - Jonathan Swift, 1711
- The Conquest of Violence – Bart de Ligt, 1937
- Cry Havoc!– Beverley Nichols, 1933
- Disenchantment - Charles Edward Montague, 1922
- L'Education d'un prince – Desiderius Erasmus, 1516
- Manifeste Russell-Einstein sur la paix – Albert Einstein et Bertrand Russell, 1960
- La Fin et les Moyens – Aldous Huxley essai, 1937
- Le Destin de la Terre – Jonathan Schell, 1982
- The Gift of Time: The Case for Abolishing Nuclear Weapons Now – Jonathan Schell, 1998
- L'Harmonie Des Mondes - Le XIVème Dalaï-lama, 1995,
- Hiroshima – John Hersey, 1946
- Human Smoke – Nicholson Baker
- If the War Goes On … – Hermann Hesse, 1971
- Un témoin solitaire. Vie et mort de Franz Jägerstätter – Gordon Zahn, 1981
- Islam, christianisme, judaïsme... comment vivre en paix? - Le XIVème Dalaï-lama, 2011
- The Killing Zone: My Life in the Vietnam War – Frederick Downs, 1978
- Le Salut est en vous – Léon Tolstoï, 1894
- The Long Road to Greenham : Feminism and Anti-Militarism in Britain since 1820 – Jill Liddington, 1989
- Miami and the Siege of Chicago – Norman Mailer, nouvelle, 1968
- Nouveau Cynée ou Discours d'Estat représentant les occasions et moyens d'establir une paix générale et la liberté de commerce pour tout le monde – Émeric Crucé, 1623.
- New Ideals of Peace – Jane Addams, 1907
- Nonviolence: The history of a dangerous idea – Mark Kurlansky, 2006.
- No Victory Parades: The Return of the Vietnam Veteran – Murray Polner, 1971
- Nuclear Terrorism: The Ultimate Preventable Catastrophe – Graham Allison, 2004
- Nuclear Weapons: The Road to Zero – édité par Joseph Rotblat 1998
- Pacifism in the United States Peter Brock, 1968
- Pacifism in Europe to 1914 (1972), Peter Brock
- Pacifism in the Twentieth Century – Peter Brock et Nigel Young, 1999.
- Peace Is Possible: Conversations with Arab and Israeli Leaders from 1988 to the Present – S. Daniel Abraham, Bill Clinton, 2006.
- Peace Signs: The Anti-War Movement Illustrated – James Mann, 2004
- Peace with Honour – A. A. Milne, 1934
- The Politics of Jesus – John Howard Yoder, 1972
- Vers la paix perpétuelle – Immanuel Kant, 1795, essai
- Une histoire populaire des États-Unis – Howard Zinn, 1980
- The Power of Non-Violence – Richard B. Gregg, 1934
- The Root Is Man: Two Essays in Politics – Dwight Macdonald, 1953
- Scapegoats of the Empire – George Witton, mémoire, 1907
- La Science, la Liberté, la Paix – Aldous Huxley, 1946.
- The Seventh Decade: The New Shape of Nuclear Danger – Jonathan Schell, 2007.
- Testament of Youth - Vera Brittain, 1933
- The Third Morality – Gerald Heard, 1937
- Trois guinées – Virginia Woolf, 1938
- The Trumpet of Conscience – Martin Luther King, 1968
- Voices Against War: A Century of Protest – Lyn Smith, 2009
- Krieg dem Kriege! - Ernst Friedrich, 1924
- War Is a Force That Gives Us Meaning – Chris Hedges, 2003
- War Is a Lie - David Swanson, 2010
- La guerre est un racket – Général Smedley Butler, 1935
- We Will Not Cease – Archibald Baxter (en), mémoire, 1939.
- Which Way to Peace? – Bertrand Russell, 1936
- White Flash, Black Rain: Women of Japan Relive the Bomb – L. Vance-Watkins et A. Mariko, 1995
- Why Didn't You Have To Go To Vietnam, Daddy? – Steve Wilken, 2009
- Why Men Fight – Bertrand Russell, 1916
- Women, Power, and the Biology of Peace - Judith Hand, 2003
- Au-dessus de la mêlée - Romain Rolland, articles, manifeste pacifiste
- Les Précurseurs - Romain Rolland, articles[2]
- Le Mal 1914-1917 - René Arcos, 1918
- Pays du Soir - René Arcos, 1920
- Lettres à mes amis - Paul Vaillant-Couturier, 1920
- Trains rouges - Paul Vaillant-Couturier, 1922
- La Guerre n'existe pas - Luc Durtain, 1939
- Mesure de la France - Pierre Drieu la Rochelle, 1922
- Le Grand Troupeau - Jean Giono, 1931
- Écrits pacifistes - Jean Giono, 1937

## Romans et livres pour la jeunesse
- Mémoires d'un colonel jardinier, Lionel Koechlin, auteur et illustrateur, 1973.
- Cheval de guerre – Michael Morpurgo, 1982.
- Children of the Book – Peter Carter, 1982.
- The Butter Battle Book – Theodor Seuss Geisel, 1984.
- La Stratégie Ender – Orson Scott Card, nouvelle, 1985.
- The Clay Marble – Minfong Ho, nouvelle, 1991.
- I Had Seen Castles – Cynthia Rylant, 1993.
- Habibi – Naomi Shihab Nye nouvelle, 1997.
- Soldier's Heart: A Novel of the Civil War – Gary Paulsen, nouvelle, 1998.
- Les Soldats qui ne voulaient plus se faire la guerre - Eric Simard, 2005.
- La Trêve de Noël - Michael Morpurgo, 2005.
- A la gloire des petits héros - G.Hubert Richoux, 2008.
- Sunrise over Fallujah – Walter Dean Myers, 2008.

## Sources
- Site en anglais : Goodreads: livres sur le pacifisme.
- Site en français Babelio: thème pacifisme.
- La Littérature pacifiste et internationaliste française 1915-1935, de Régis Antoine, Éditions L'Harmattan;  (ISBN 2747528251).